# اقتصاد روسيا البيضاء

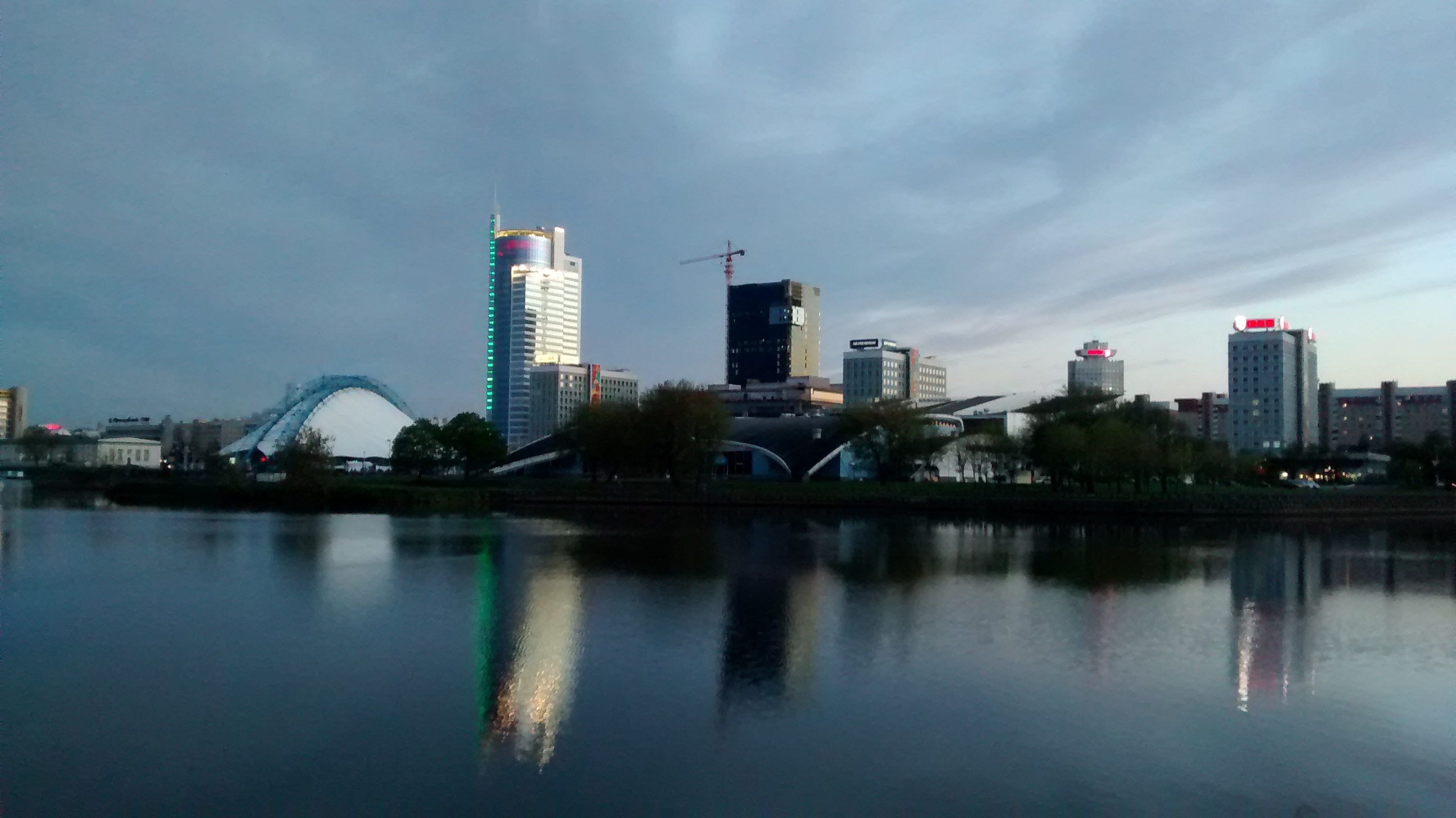
مينسك

يحتل اقتصاد بيلاروس (روسيا البيضاء) المرتبة 72 على مستوى العالم من حيث الناتج المحلي الإجمالي استنادًا إلى تعادل القوة الشرائية، والذي بلغ 195 مليار دولار في عام 2019، أو 20,900 دولار للفرد.
كجزء من الاتحاد السوفيتي السابق، كانت روسيا البيضاء تتمتع بقاعدة صناعية متطورة نسبيًا، واحتفظت بهذه القاعدة الصناعية في أعقاب انهيار الاتحاد السوفيتي. تتمتع البلاد أيضًا بقاعدة زراعية واسعة ومستوى تعليم عال. من بين جمهوريات الاتحاد السوفيتي السابقة، كان لديها أحد أعلى مستويات المعيشة.
بعد سقوط الاتحاد السوفيتي واجهت كل الجمهوريات السوفيتية السابقة أزمة اقتصادية عميقة. ولكن روسيا البيضاء اختارت طريقها للتغلب على هذه الأزمة. بعد انتخابات عام 1994 من ألكسندر لوكاشينكو كأول رئيس لروسيا البيضاء أطلقت البلاد على طريق «اشتراكية السوق» على عكس ما اعتبر لوكاشينكو «الرأسمالية البرية» الذي اختاره روسيا في ذلك الوقت. وتمشياً مع هذه السياسة أدخلت الضوابط الإدارية على الأسعار والعملة سعر الصرف. أيضا حق الدولة في التدخل في وسعت إدارة المشاريع الخاصة، ولكن على 4 مارس 2008 يصدر الرئيس مرسوماً بإلغاء حكم السهم الذهبي في حركة واضحة لتحسين التصنيف الدولي إزاء الاستثمار الأجنبي.
كانت الشروط الميسورة لشحنات النفط والغاز الروسية هي السبب وراء درجة الاعتماد الاقتصادي على روسيا المجاورة والشريكة مع روسيا البيضاء في الاتحاد الاقتصادي الأوروآسيوي. طبقًا لبعض التقديرات، كانت الأرباح الناجمة عن انخفاض الأسعار التي تدفعها البلاد مقابل الغاز والنفط الروسيين -إما المستهلَك محليًا أو المعالج ثم يعاد تصديره- تشكل في بعض الأحيان ما يصل إلى 10% من الناتج المحلي الإجمالي. علاوة على ذلك، تقع سوق التصدير الرئيسية للمنتجات الزراعية والصناعية لروسيا البيضاء في جارتها، روسيا.
يستخدم الخُث، أكثر الموارد المعدنية قيمة في البلاد، في الوقود والأسمدة وفي الصناعة الكيميائية. يوجد في روسيا البيضاء أيضًا رواسب من الصلصال، والرمال، والطباشير، والدولوميت، والفوسفوريت، والهاليت (الملح الصخري)، والبوتاسيوم والملح. تغطي الغابات نحو ثلث الأراضي، ويشكل قَطْع الأخشاب وإعدادها للصناعة قطاعًا هامًا.
في عام 2018، حلّت روسيا البيضاء في المرتبة 53 من أصل 189 دولة في مؤشر الأمم المتحدة للتنمية البشرية، وهي في مجموعة الدول ذات «التنمية العالية جدًا». في ظل نظام صحي فعال، تتميز بمعدل منخفض لوفيات الرضع، يبلغ 2.9 (مقارنة بـ6.6 في روسيا أو 3.7 في المملكة المتحدة). يبلغ معدل الأطباء لكل فرد 40.7 لكل 10,000 نسمة (يبلغ هذا المعدل 26.7 في رومانيا، و32 في فنلندا، و41.9 في السويد)، ويقدر معدل محو الأمية بنسبة 99%. وفقًا لبرنامج الأمم المتحدة الإنمائي، يعد معامل جيني (مؤشر عدم المساواة) واحدًا من أدنى المعدلات في أوروبا. حلّت بيلاروسيا في المرتبة 80 في مؤشر الابتكار العالمي عام 2023، وتراجعت للمركز 85 في مؤشر عام 2024.

## خلفية اقتصادية
تتخذ حكومة روسيا البيضاء سلسلة من التدابير لتنشيط النمو مثل توفير التحفيز النقدي من خلال تعزيز النشاط الائتماني المصرفي وخفض الفائدة، وتوفير التحفيز المالي (رفع معدل أجور الفئة الأولى، وبالتالي جميع معدلات الأجور)، وجذب القروض الأجنبية للحفاظ على استقرار سوق صرف العملات في ظل ارتفاع الطلب على الواردات، وخفض قيمة العملة الوطنية بسلاسة. منذ تفكك الاتحاد السوفيتي تحت رئاسة لوكاشينكو، احتفظت روسيا البيضاء بسيطرتها الحكومية على الصناعات الرئيسية وتجنبت عمليات الخصخصة واسعة النطاق التي شوهدت في جمهوريات سوفيتية سابقة أخرى.
في الفترة من عام 1991 إلى عام 1995، تأثرت جميع قطاعات الاقتصاد الوطني بالأزمة الاقتصادية العميقة التي أحدثها انهيار الاتحاد السوفيتي. في البداية، أدى هذا الحدث إلى إنهاء العمليات الاقتصادية التقليدية، وانخفاض حاد في القدرة الاقتصادية للمؤسسات، ولسكان جمهوريات الاتحاد السوفيتي السابق الذي كانوا من المستهلكين الرئيسيين لمنتجات روسيا البيضاء، ووقف التمويل من القطاع العسكري للاتحاد السوفيتي الذي كان يشكل حصة كبيرة من صناعة روسيا البيضاء، وصدمات تحرير الأسعار، وفوق كل ذلك، تجاوز نمو أسعار المواد الخام وموارد الطاقة. فضلًا عن ذلك، تميزت روسيا البيضاء، شأنها شأن سائر جمهوريات الاتحاد السوفيتي السابقة، بعدم استعداد مؤسسات البلاد ومجتمعها بشكل عام لنظام قائم على علاقات السوق. كشف النمو الحاد في أسعار المواد الخام وموارد الطاقة عن الضعف التكنولوجي الذي يعاني منه الاقتصاد من خلال إنتاجه الذي يتسم بكثافة الموارد وانخفاض الجودة. في الوقت نفسه، فإن ضعف تنافسية المنتجات المحلية، والقيود القانونية بين الحكومات، وغياب مهارات التسويق والإدارة المالية حال دون تعويض الكيانات الاقتصادية في البلاد عن انخفاض الطلب الفعّال في الأسواق التقليدية من خلال فتح أسواق تصدير جديدة.
اتسمت الفترة بين عامي 1996 و2000 أيضًا بضائقة مالية كبيرة، ولا سيما في عامي 1998 و1999 نتيجة للأزمة المالية والاقتصادية في روسيا. أسفر هذا في المقام الأول عن ارتفاع حاد في الأسعار وانخفاض قيمة العملة الوطنية، وانحدار التجارة مع روسيا وغيرها من بلدان رابطة الدول المستقلة، وتزايد المتأخرات فيما بين المؤسسات التجارية، والتدهور الإجمالي في ميزان المدفوعات في البلاد. كان التوتر الشديد داخل سوق الصرف الأجنبي العامل الرئيسي الذي زعزع استقرار الاقتصاد في عامي 1998 و1999. في عام 1999، سجلت أسعار المستهلك نموًا بلغ 294%.
بين عامي 2001 و2005، أظهر الاقتصاد الوطني نموًا مطردًا وديناميًا. نما الناتج المحلي الإجمالي بمعدل 7.4 في المئة، ليبلغ ذروته في عام 2005 بنسبة 9.2 في المئة. جاء هذا النمو في المقام الأول نتيجة أداء القطاع الصناعي، الذي سجل نموًا بلغ في المتوسط أكثر من 8.7 في المئة سنويًا، مع ارتفاع بنسبة 10.4 في المئة عام 2005. تعتبر البطاطس، والكتان، والقنب، والشمندر السكري، والشيلم المزروع، والشوفان والقمح من المنتجات الزراعية الرئيسية. تُحصّل منتجات الألبان ولحوم الماشية والخنازير والدجاج. لا تملك روسيا البيضاء سوى احتياطيات صغيرة من النفط والغاز الطبيعي وتستورد معظم نفطها وغازها من روسيا. تُنتج الفروع الرئيسية للصناعة؛ الجرارات والشاحنات، والجرافات لاستخدامها في البناء والتعدين، وأدوات آلات قطع المعادن، والمعدات الزراعية، والدراجات النارية، والمواد الكيميائية، والأسمدة، والمنسوجات، والسلع الاستهلاكية. تمثل كل من روسيا وأوكرانيا وبولندا وألمانيا الشركاء التجاريين الرئيسيين.
بلغ نمو الناتج المحلي الإجمالي في روسيا البيضاء 9.9% في عام 2006، و8.2% في الربع الأول من عام 2007. سجل الناتج المحلي الإجمالي نموًا أكبر في عام 2008 بنسبة 10%.

### أزمة 2011
قبل فترة وجيزة من الانتخابات الرئاسية لعام 2010، زادت الحكومة متوسط الرواتب في روسيا البيضاء إلى 500 دولار شهريًا. يُعتقد أن ذلك كان أحد الأسباب الرئيسية وراء الأزمة في عام 2011. كانت الأسباب الأخرى للأزمة هي سيطرة الحكومة القوية على الاقتصاد، وانخفاض معدل الخصم عن التضخم وعجز الميزانية.
في يناير 2011، بدأ البيلاروسيون في تحويل مدخراتهم من الروبل البيلاروسي إلى الدولار واليورو. تأثرت هذه الحالة بشائعات عن احتمال خفض قيمة الروبل. تدار أسعار الصرف في روسيا البيضاء مركزيًا من قبل البنك الوطني لجمهورية بيلاروسيا، الخاضع لسيطرة الحكومة. اضطر البنك الوطني إلى إنفاق مليار دولار من الاحتياطيات الأجنبية لموازنة العرض والطلب على العملة. في الثاني والعشرين من مارس، توقف عن دعم البنوك. لم يغير البنك الوطني أيضًا سعر الصرف بشكل كبير (3000 روبل بيلاروسي للدولار الواحد في 1 يناير و3045 روبل بيلاروسي في 1 أبريل)، لذا استنفد الطلب المتزايد على الدولار واليورو الاحتياطيات النقدية لدى البنوك. في أبريل ومايو 2011، اضطر العديد من الأشخاص إلى الانتظار لعدة أيام في طوابير لشراء الدولارات في كبائن الصرف. في أبريل، حصلت البنوك البيلاروسية على إذن غير رسمي من الحكومة برفع سعر الصرف إلى 4000 روبل بيلاروسي مقابل دولار واحد (لاحقًا 4500)، ولكن بدأ قلة من الأشخاص ببيع الدولار واليورو. في 24 مايو، انخفضت قيمة الروبل رسميًا بنسبة 36% (من 3,155 إلى 4,931 روبل لكل دولار). لكن نقص العملة لا يزال قائمًا. نتيجة لهذا النقص، نشأت سوق سوداء للعملة. في يوليو 2011، كان سعر صرف السوق السوداء نحو 6350 روبل لكل دولار، وفي أغسطس بلغ 9,000 روبل لكل دولار.
في سبتمبر 2011، طرح البنك الوطني دورة لسوق الصرف الحرة لتحديد القيمة السوقية للروبل. من نوفمبر 2011 إلى مارس 2012، كان سعر الصرف 8000 إلى 8,150 روبل لكل دولار، ولكنها بدأت في الارتفاع في أبريل 2012 وبلغت 8,360 رول لكل دولار في 10 يوليو 2012.
كان من الصعب التعافي من الأزمة بسبب عزل حكومة روسيا البيضاء عن الاتحاد الأوروبي والولايات المتحدة.
أثرت الأزمة بشدة على الاقتصاد، إذ بلغ التضخم 108.7% عام 2011، وانخفض متوسط الراتب من 530 دولار في ديسمبر 2010 إلى 330 دولار في مايو 2011. في مايو 2012، بلغ متوسط الراتب 436 دولارًا (3,559,600 مع 8,165 لكل دولار). ارتفع معدل إعادة التمويل (النظير لمعدل الخصم) من 10.5% في ديسمبر 2010 إلى 45% في ديسمبر 2011، وهبط إلى 32% في يونيو 2012. في نوفمبر 2011، بلغت أسعار الفائدة في العديد من البنوك 120% بالروبل.

### النمو اللاحق
في أبريل 2015، وقّع ألكسندر لوكاشينكو مشروع قانون «منع الممارسات الاستغلالية أو الاتكالية» الذي فرض غرامة على العاطلين عن العمل. يُلزم هذا القانون جميع المواطنين الذين لا يدفعون ضرائب مباشرة لمدة تقل عن 183 يومًا في كل عام، بدفع رسم ما قدره 20 ضعفًا من المبلغ الأساسي (360 روبل يساوي تقريبًا 250 دولار). قارنت وسائل الإعلام مشروع القانون مع صراع مع «الطفيليات الاجتماعية»، في الاتحاد السوفيتي. تُعفى عدة فئات من المواطنين من دفع الرسوم: الآباء مع ابن دون 7 سنوات، والأشخاص ذوو الاحتياجات الخاصة، والطلاب، وما إلى ذلك. سيعاقَب على تجنب الدفع بالغرامات والاعتقالات الإدارية والأشغال العامة الإلزامية.